# Freddie & the Dreamers

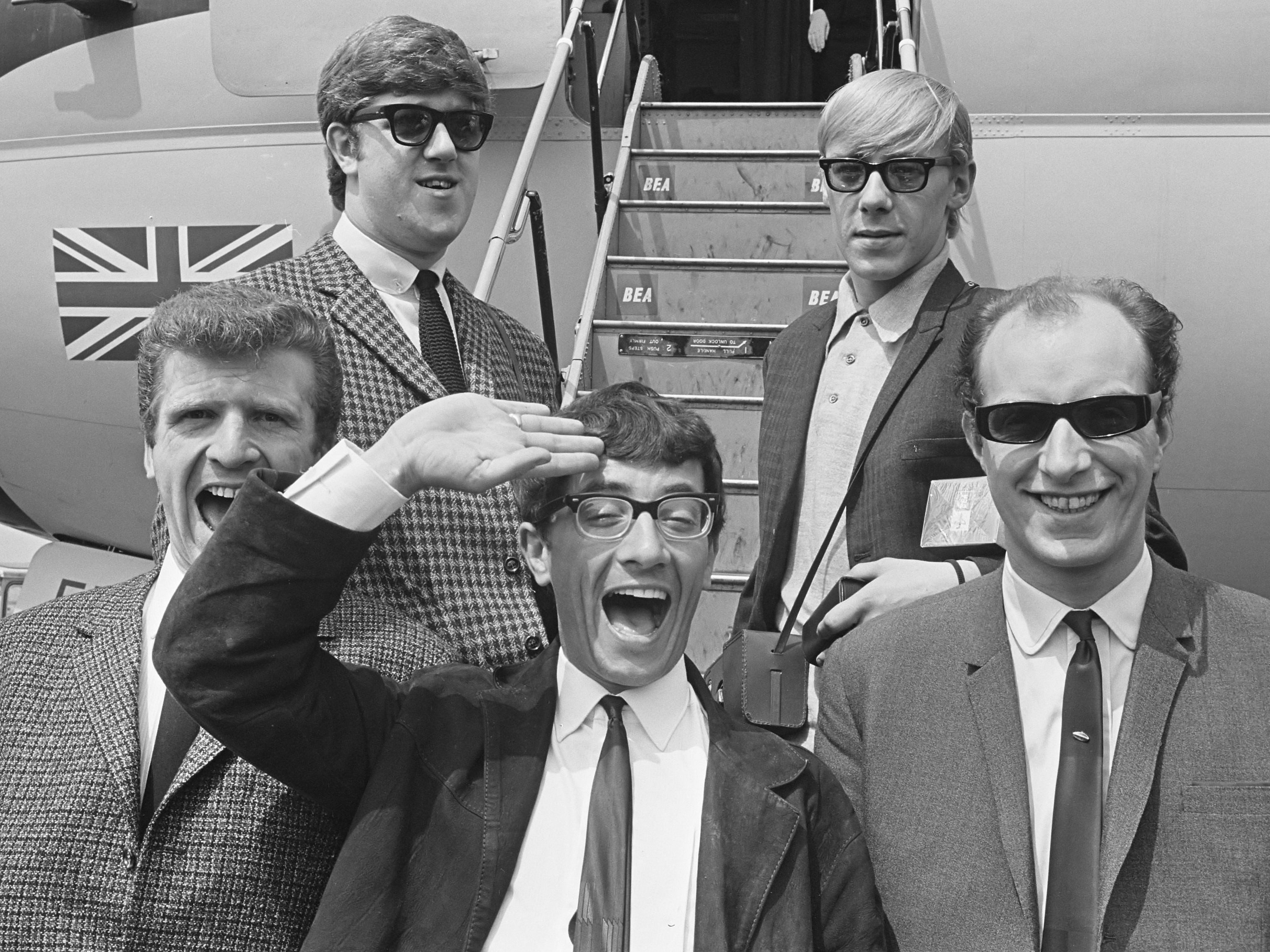
Freddie en The Dreamers (1964)

Freddie & the Dreamers was een in de Merseybeat-stijl spelende popgroep uit Manchester die in het kielzog van The Beatles in 1963 en '64 in Groot-Brittannië en later ook in de Verenigde Staten grote successen scoorde. In de Benelux was de groep aanzienlijk minder populair. Leadzanger was Freddie Garrity.

## Gloriedagen
De groep ontstond eind 1962 en onderscheidde zich van de overige bands van die tijd door de komische act die leadzanger Freddie van zijn optreden maakte. Freddie & the Dreamers werden bekend met de Freddie.  de charleston-achtige gimmick-dans bestaande uit het beurtelings achter-, voor- en zijwaarts werpen van de benen: "Do the Freddie". Het zou tot het laatste optreden van de groep, in december 2000, het handelsmerk van Garrity en de zijnen blijven.
Naast Freddie Garrity (14 november 1936 - 9 mei 2006) bestond de band uit de gitaristen Roy Crewdson (29 mei 1941) en Derek Quinn (24 mei 1942), bassist Peter Birrell (9 mei 1941) en drummer Bernie Dwyer (11 september 1940 - 4 december 2002). Op hun platen speelde sessiegitarist Big Jim Sullivan de meeste solopartijen.
In 1963 brak de band in het Verenigd Koninkrijk door met de single "If You Gotta Make a Fool of Somebody".  Ook de volgende platen: "I'm telling you now" (1963), "You Were Made For Me" (1963) en "I Understand"(1964) bereikten hoge noteringen in de hitlijsten.
Hun cabareteske manier van optreden maakte Freddie & the Dreamers ook aanvaardbaar voor een publiek dat niets van de andere beatgroepen van het moment moesten hebben. Het leidde tot meer populariteit. Er werden vier films met of rond de Dreamers gemaakt: What a Crazy World (met Joe Brown),  Just for You, The Cuckoo Patrol en Every Day's A Holiday.
Ook in de Verenigde Staten beleefden Freddie & the Dreamers een korte periode van grote populariteit.

## Teren op de roem
Na 1964 waren in Groot-Brittannië de hoogtijdagen voorbij, maar er zouden bijna vier decennia van regelmatige optredens volgen, waarin Freddie en wisselende Dreamer-bezettingen teerden op de roem die zij in die twee topjaren hadden opgedaan. 
Garrity en bassist Birrell werken van 1971 tot 1973 mee aan een succesvol kindertelevisieprogramma. Dat droeg bij aan de blijvende belangstelling voor optredens van de band tijdens 'sixties'-evenementen.
Garrity moest, gedwongen door gezondheidsproblemen, in februari 2001 stoppen. De band, waarin toen naast Freddie Nick Foti, Simon Clarke en Alan Edmundson speelden, had twee maanden daarvoor al officieel afscheid genomen.
Geen van de leden van de oorspronkelijke band is nog actief als musicus. Er bestaat nog een groep the Dreamers, die in hun voetsporen de muziek van Freddie & the Dreamers levend houdt.

## Discografie

### Singles

#### Nederland
| Single met eventuele hitnotering(en) in de Nederlandse Top 40 | Datum van verschijnen | Datum van binnenkomst | Hoogste positie | Aantal weken | Opmerkingen |
| ------------------------------------------------------------- | --------------------- | --------------------- | --------------- | ------------ | ----------- |
| Tijd voor Teenagers Top 10                                    |                       |                       |                 |              |             |
| I love you baby                                               | 1964                  | 4-7-1964              | 9               | 3            |             |
| Nederlandse Top 40                                            |                       |                       |                 |              |             |
| I understand                                                  |                       | 9-1-1965              | 30              | 1            |             |

#### Verenigd Koninkrijk
- If You Gotta Make A Fool Of Somebody/Feel So Blue (Columbia DB 7032) mei, 1963 (VK #3)
- I'm Telling You Now/What Have I Done To You? (Columbia DB 7086) augustus, 1963 (VK #2)
- You Were Made For Me/Send A Letter To Me (Columbia DB 7147) november, 1963 (VK #3)
- Over You/Come Back When You're Ready (Columbia DB 7214) februari, 1964 (vk #13)
- I love you baby/Don't Make Me Cry (Columbia DB 7286) mei, 1964 (VK #16)
- Just For You/Don't Do That To Me (Columbia DB 7322) 1964 (VK #41)
- I understand/I Will (Columbia DB 7381) november, 1964 (VK #5)
- A Little You/Things I'd Like To Say (Columbia DB 7526) april, 1965 (VK #26)
- Thou Shalt Not Steal/I Don't Know (Columbia DB 7720) 1965 (VK #44)
- If You've Gotta Minute Baby/When I'm Home With You (Columbia DB 7857) 1966
- Playboy/Some Day (Columbia DB 7929) 1966
- Turn Around/Funny Over You (Columbia DB 8033) 1966
- Hello, Hello/All I Ever Want Is You (Columbia DB 8137) 1967
- Brown and Porter's (Meat Exporters) Lorry/Little Brown Eyes (Columbia DB 8200) 1967
- Little Big Time/Freddie Garrity: You Belong To Me (Columbia DB 8496) 1968
- It's Great/Gabardine Mac (Columbia DB 8517) 1968
- Get Around Downtown Girl/What To Do (Columbia DB 8606) 1969
- Susan's Tuba/You Hurt Me Girl (Philips 6006 098) 1970
- Here We Go/I Saw Ya (Polydor 2059 041) 1978

### Ep'sVerenigd Koninkrijk
- If You Gotta Make A Fool Of Somebody (Columbia Seg 8275, 1963)
- Songs From "What A Crazy World" (Columbia Seg 8287, 1964)
- You Were Made For Me (Columbia Seg 8302, 1964 )
- Over You (Columbia Seg 8323, 1964)
- Ready Freddie Go (Columbia Seg 8403, 1965)
- Freddie And The Dreamers (Columbia Seg 8457, 1965)

### Albums
- Freddie And The Dreamers (Columbia 33sx 1577, 1963)
- You Were Mad For Me (Columbia 33sx 1663, 1964)
- Sing Along Party (Columbia Sx1785, 1965)
- In Disneyland (Columbia Scx 6069, 1966)
- King Freddie And His Dreaming Knights (Columbia Sx 6177, 1967)
- Oliver In The Overworld (Starline Srs 5019, 1970)
- Breaking Out (Arny's Shack Records, AS 025, 1978)

### NPO Radio 2 Top 2000
Van Freddie & the Dreamers stond alleen I'm telling you now in 2000 in de NPO Radio 2 Top 2000, op plek 1940.